# St. Maria Magdalena (Steuerwald)
St. Maria Magdalena ist eine römisch-katholische Kapelle im Hildesheimer Stadtteil Steuerwald. Sie wird allgemein Magdalenenkapelle genannt und liegt innerhalb der Burg Steuerwald, südlich der heutigen Mastbergstraße und gehört kirchlich zum Einzugsgebiet der Pfarrgemeinde Mariä Lichtmess.

## Geschichte

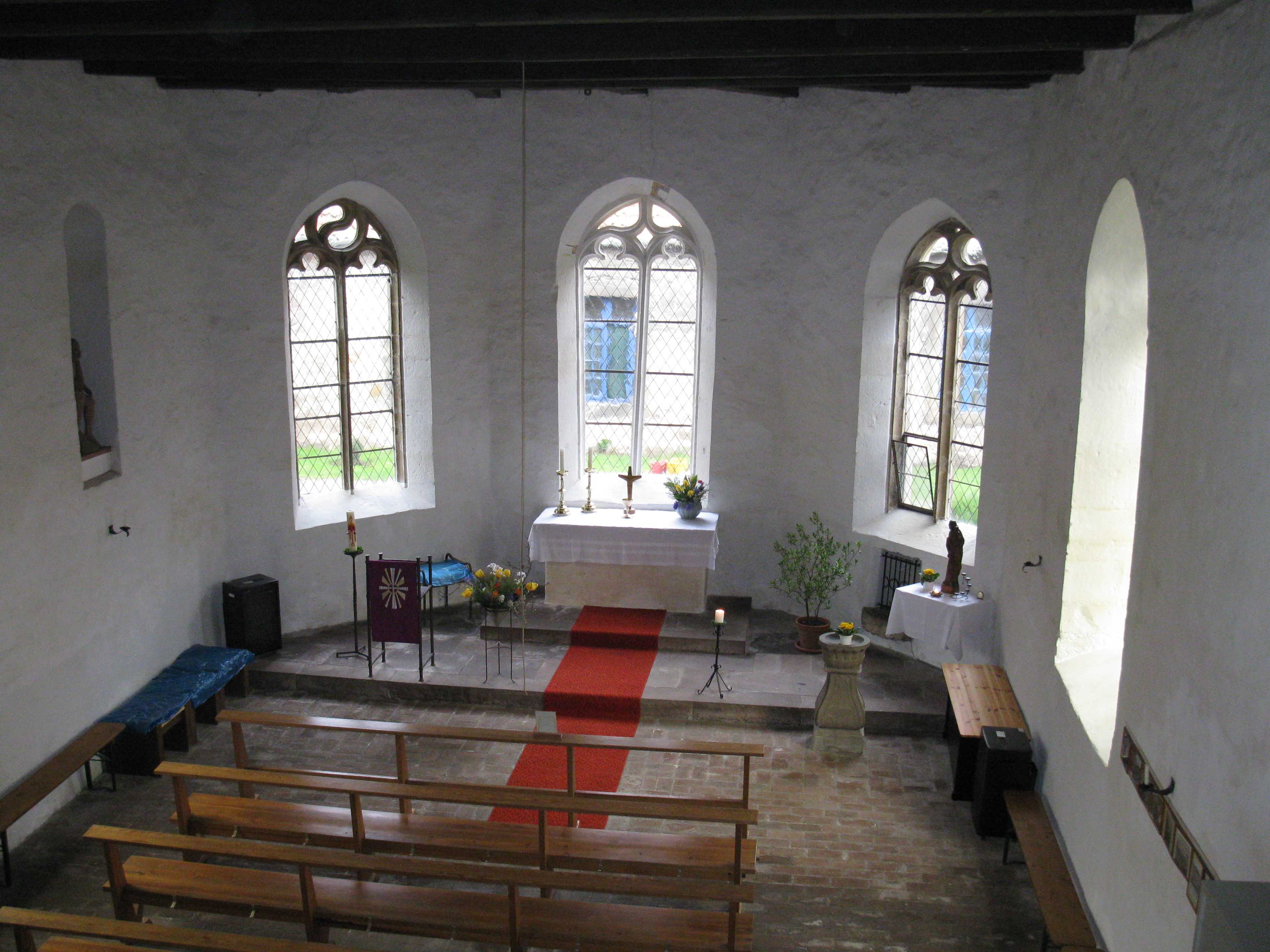
Innenansicht der Kapelle in Richtung Osten.

Der Bau der ab 1310 erbauten Schutzfeste Burg Steuerwald in etwa 3 Kilometer nördlicher Entfernung vom Hildesheimer Bischofssitz geht auf Heinrich II. von Woldenberg, den 21. Bischof von Hildesheim, zurück. Da die nach Unabhängigkeit vom Bischöflichen Stuhl strebende Hildesheimer Bürgerschaft dem neu erwählten Landesherrn ihren Huldigungseid versagte und sich der Bischof in seiner Domfreiheit durch seine direkten Nachbarn bedroht fühlte, ließ er im sumpfigen Gebiet der Innersteniederung  an der Peripherie der Stadt Hildesheim die Burg Steuerwald erbauen. Sein Nachfolger Bischof Otto II. von Woldenberg ließ den Burgbereich durch mehrere Bauten ausweiten und sichern.
In den Auseinandersetzungen der Hildesheimer Bischöfe mit der Stadt während des 14. und 15. Jahrhunderts wurde die Burg Steuerwald zum wichtigsten Stützpunkt der bischöflichen Macht und zur eigentlichen Residenz der Hildesheimer Landesherren. Mit der Einführung der Amtsverfassung im Bistum Hildesheim im 14. Jahrhundert wurde durch die Einsetzung eines bischöflichen Vogtes im Jahre 1343 das Amt Steuerwald gebildet, dessen Mittelpunkt die gleichnamige Burg war.
Im 16. bis 18. Jahrhundert wurde es Tradition, dass im Zeichen der landesherrlichen Autorität der Hildesheimer Fürstbischof seinen Einzug in die Stadt Hildesheim über die Burg Steuerwald nahm.
Auf der Westseite der Burganlage befindet sich in ihren Grundmauern die im Jahr 1507 errichtete Kapelle. Dieser Bau geht wahrscheinlich auf Bischof Johannes IV. von Sachsen-Lauenburg zurück, der Steuerwald als bevorzugte Residenz nutzte. Ob es sich bei der Kapelle aus dem frühen 16. Jahrhundert um das erste Gotteshaus im Burgbereich oder um einen Nachfolgebau handelt, kann nicht nachgewiesen werden. Das Patrozinium mit Maria Magdalena scheint für die Kapelle von 1507 sicher zu sein. Die Patronatsrechte waren wahrscheinlich an den Besitz der Burg oder des Amtes gebunden.
Während die Kapelle zunächst zur Feier der Heiligen Messe für den Bischof bestimmt war, wurde sie später vom Amtmann oder Drosten mit seiner Gemeinde im Burgbereich bzw. von der Gemeinde auf der späteren Domäne genutzt.
Durch den Quedlinburger Rezess nach der Hildesheimer Stiftsfehde (1519–1523) verblieb das Amt Steuerwald im kleinen Stift und somit unter der Regierung des Hildesheimer Bischofs. Nach dem Tode Friedrich von Holsteins, des lutherisch gesinnten Hildesheimer Bischofs, gelangte das Amt Steuerwald 1557 in den Besitz seines Bruders Adolf von Holstein. Im selben Jahr wurde eine evangelische Kirchenordnung für das Amt verfasst und lutherische Prädikanten zur „Mission in die Pfarreien“ des Amtes gesandt. Daher ist von 1557 bis zur Übergabe an Bischof Burchard von Oberg im Jahr 1564 von einer Nutzung der Kapelle nach dem evangelischen Ritus auszugehen. Auch während des Pontifikates von Bischof Burchard und seinem Nachfolger Fürstbischof Ernst II. von Bayern konnte aufgrund der diffizilen religiösen, politischen und wirtschaftlichen Lage im Bistum keine endgültige Klärung der konfessionellen Verhältnisse herbeigeführt werden. So leiteten mehrere lutherische Amtmänner bis Ende des 16. Jahrhunderts das Haus Steuerwald. Während der Besetzung der Stadt Hildesheim und des Amtes 1632 durch braunschweigische und schwedische Truppen wurde rigoros nach dem Grundsatz des Augsburger Religionsfriedens: „Wessen Land – dessen Religion“ verfahren.
Die im Jahre 1643 erfolgte Restitution setzte jedoch durch die Rückgabe der Pfarreien, Klöster und Stifte im Kleinen und Großen Stift an den Hildesheimer Fürstbischof nicht nur den Augsburger Religionsfrieden außer Kraft, sondern auch die für das Bistum Hildesheim bedeutenden Bestimmungen des Quedlinburger Rezesses von 1523.
Zur Festigung der katholischen Verhältnisse hatte Fürstbischof Ferdinand von Bayern zentrale Pfarreien in den Amtshäusern eingerichtet. Steuerwald wurde im Jahr 1643 Amtspfarrei. Der Jesuitenorden wurde im Zeichen der Gegenreformation bevorzugt mit der Seelsorge und Verwaltung der Amtsparteien beauftragt. In Steuerwald hatte der Reformorden von Fürstbischof Maximilian Heinrich von Bayern nach 1650 die Seelsorge und Verwaltung der Amtspfarrei übertragen bekommen. Der Pfarrsprengel der Amtspfarrei erstreckte sich auf das Amtshaus mit seinen angeschlossenen Bauwerken und auf das Gut Steuerwald. Als Pfarrkirche wurde die ehemalige Burgkapelle benutzt.
Mit der Säkularisation 1803 wurde das Amt Steuerwald aufgelöst und die Amtspfarrei aufgehoben. Die Kapelle wurde zweckentfremdet und die 117 katholischen Christen der Gemeinde Steuerwald an die Pfarrei St. Martinus in Himmelsthür überwiesen.
Die Kapelle ist bis heute weitgehend erhalten geblieben. Im Jahre 1988 wurde das stark renovierungsbedürftige Gotteshaus vom Bischöflichen Stuhl in Hildesheim gepachtet und zunächst als Zentrum der Jugendarbeit für die Deutsche Pfadfinderschaft Sankt Georg (DPSG) eingerichtet. Im Jahre 2000 wurde der Freundeskreis Magdalenkapelle gegründet, der das Gebäude in den folgenden Jahren gründlich restaurierte und dafür den „Großen Landespreis Denkmalpflege 2008“ der Niedersächsischen Sparkassenstiftung erhielt. Heute ist die Kapelle ein beliebter Ort für Andachten, Hochzeiten und Konzerte.

## Architektur
Die Magdalenenkapelle ist eine aus Bruchsteinmauerwerk errichtete kleine Saalkirche mit dreiseitigem Ostschluss, Werksteineinfassungen, spitzbogigen Maßwerkfenstern und Dachreiter. Die Westwand ist in die Befestigungsmauer der ehemaligen Burganlage einbezogen; an der Südfassade sind Spuren von ehemaligen Anbauten sichtbar. Über dem spitzbogigen Südportal befindet sich eine gerahmte Kartusche mit inschriftlicher Datierung (1507) und Wappenstein des Bauherren Johannes IV., Herzog von Sachsen-Lauenburg, Bischof von Hildesheim (Amtszeit 1504–1527). Die mit den Initialen „F. E.“ 1802 datierte Zierwetterfahne deutet auf damalige Veränderungen. Das schlichte Innere der Kapelle ist oben durch eine Balkendecke geschlossen und zeigt in den Wänden eine Piscina und diverse Spolien.